# Правительство Эвы Копач
Правительство Эвы Копач — польское правительство премьер-министра Эвы Копач, который действовал с 22 сентября 2014 года по 16 ноября 2015 года.

## Кабинет министров
| - Гражданская платформа (PO)     | 11 |
| - Польская народная партия (PSL) | 3  |
| - Независимый                    | 4  |

| Логотип                                | Министерство | Министр                                              | Фото         | Время на посту   | Время на посту | Партия      | Партия      | Веб-сайт                                              |
| -------------------------------------- | --- | ---------------------------------------------------- | ------------ | ---------------- | -------------- | ----------- | ----------- | ----------------------------------------------------- |
|                                        | Министерство внутренних дел и управление (Ministerstwo Spraw Wewnętrznych i Administracji)                                                   | Тереза Пиотровская (Teresa Piotrowska)               |              | 22 сентября 2014 | 16 ноября 2015 |             | PO          | Архивная копия от 19 января 2018 на Wayback Machine   |
|                                        | Министерство государственной казны (Ministerstwo Skarbu Państwa)                                                                             | Володзимеж Карпинский (Włodzimierz Karpiński)        |              | 22 сентября 2014 | 15 июня 2015   |             | PO          |                                                       |
| Анджей Червинский (Andrzej Czerwiński) | Министерство государственной казны (Ministerstwo Skarbu Państwa)                                                                             |                                                      | 15 июня 2015 | 16 ноября 2015   |                | PO          |             |                                                       |
|                                        | Министерство окружающей среды (Ministerstwo Środowiska)                                                                                      | Мацей Грабовский (Maciej Grabowski (economist))      |              | 22 сентября 2014 | 16 ноября 2015 |             | Независимый |                                                       |
|                                        | Министерство иностранных дел (Ministerstwo Spraw Zagranicznych)                                                                              | Гжегож Схетына (Grzegorz Juliusz Schetyna)           |              | 22 сентября 2014 | 16 ноября 2015 |             | PO          | Архивная копия от 13 мая 2011 на Wayback Machine      |
|                                        | Министерство инфраструктуры и строительства (Ministerstwo Infrastruktury i Rozwoju)                                                          | Мария Васяк (Maria Wasiak)                           |              | 22 сентября 2014 | 16 ноября 2015 |             | PO          | Архивная копия от 11 января 2018 на Wayback Machine   |
|                                        | Министерство культуры и национального наследия (Ministerstwo Kultury i Dziedzictwa Narodowego)                                               | Малгожата Омилановская (Małgorzata Omilanowska.jpg)  |              | 22 сентября 2014 | 16 ноября 2015 |             | Независимый | Архивная копия от 10 января 2018 на Wayback Machine   |
|                                        | Министерство науки и высшего образования (Ministerstwo Nauki i Szkolnictwa Wyższego)                                                         | Лєна Колярская-Бобинская (Lena Kolarska-Bobińska)    |              | 22 сентября 2014 | 16 ноября 2015 |             | PO          |                                                       |
|                                        | Министерство национальной обороны (Ministerstwo Obrony Narodowej)                                                                            | Томаш Семоняк (Tomasz Siemoniak)                     |              | 22 сентября 2014 | 16 ноября 2015 |             | PO          | Архивная копия от 10 января 2018 на Wayback Machine   |
|                                        | Министерство национального образования (Ministerstwo Edukacji Narodowej)                                                                     | Йоанна Клюзик-Ростковская (Joanna Kluzik-Rostkowska) |              | 22 сентября 2014 | 16 ноября 2015 |             | PO          | Архивная копия от 11 января 2018 на Wayback Machine   |
|                                        | Министерство здравоохранения (Ministerstwo Zdrowia)                                                                                          | Бартош Арлукович (Bartosz Arłukowicz)                |              | 22 сентября 2014 | 15 июня 2015   |             | PO          | Архивная копия от 16 января 2018 на Wayback Machine   |
| Марьян Зембала (Marian Zembala)        | Министерство здравоохранения (Ministerstwo Zdrowia)                                                                                          |                                                      | 15 июня 2015 | 16 ноября 2015   |                | PO          |             | Архивная копия от 16 января 2018 на Wayback Machine   |
|                                        | Министерство цифровизации (Ministerstwo Cyfryzacji)                                                                                          | Анджей Галицкий (Andrzej Halicki)                    |              | 22 сентября 2014 | 16 ноября 2015 |             | PO          | Архивная копия от 19 сентября 2017 на Wayback Machine |
|                                        | Министерство экономики (Ministerstwo Gospodarki Rzeczypospolitej)                                                                            | Януш Пехочинский (Janusz Piechociński)               |              | 22 сентября 2014 | 16 ноября 2015 |             | PSL         | Архивная копия от 19 июля 2016 на Wayback Machine     |
|                                        | Министерство спорта и туризма (Ministerstwo Sportu i Turystyki)                                                                              | Анджей Бернат (Andrzej Biernat)                      |              | 22 сентября 2014 | 15 июня 2015   |             | PO          | Архивная копия от 28 мая 2017 на Wayback Machine      |
| Адам Король (Adam Korol)               | Министерство спорта и туризма (Ministerstwo Sportu i Turystyki)                                                                              |                                                      | 15 июня 2015 | 16 ноября 2015   |                | Независимый |             | Архивная копия от 28 мая 2017 на Wayback Machine      |
|                                        | Министерство сельского хозяйства и развития села (Ministerstwo Rolnictwa i Rozwoju Wsi)                                                      | Марек Савицкий (Marek Sawicki)                       |              | 22 сентября 2014 | 16 ноября 2015 |             | PSL         | Архивная копия от 15 января 2018 на Wayback Machine   |
|                                        | Министерство семьи, труда и социальной политики (Ministerstwo Rodziny, Pracy i Polityki Społecznej)                                          | Владислав Косиняк-Камыш (Władysław Kosiniak-Kamysz)  |              | 22 сентября 2014 | 16 ноября 2015 |             | PSL         | Архивная копия от 10 января 2018 на Wayback Machine   |
|                                        | Министерство финансов (Ministerstwo Finansów)                                                                                                | Матеуш Щурек (Mateusz Szczurek)                      |              | 22 сентября 2014 | 16 ноября 2015 |             | PO          | Архивная копия от 20 сентября 2012 на Wayback Machine |
|                                        | Министерство юстиции (Ministerstwo Sprawiedliwości)                                                                                          | Цезарий Грабарчук (Cezary Grabarczyk)                |              | 22 сентября 2014 | 30 апреля 2015 |             | PO          | Архивная копия от 3 апреля 2015 на Wayback Machine    |
| Борис Будка (Borys Budka)              | Министерство юстиции (Ministerstwo Sprawiedliwości)                                                                                          |                                                      | 4 мая 2015   | 16 ноября 2015   |                | PO          |             | Архивная копия от 3 апреля 2015 на Wayback Machine    |
|                                        | Глава Офиса премьер-министра и председатель постоянного комитета правительства (Kancelaria Prezesa Rady Ministrów Rzeczypospolitej Polskiej) | Яцек Цихоцкий (Jacek Cichocki)                       |              | 22 сентября 2014 | 16 ноября 2015 |             | Независимый | Архивная копия от 31 октября 2020 на Wayback Machine  |